# Campionato mondiale di snooker 1970
Il Campionato mondiale di snooker 1970 è stato il quinto ed ultimo evento professionistico della stagione 1969-1970 di snooker, il quinto Non-Ranking, e la 39ª edizione di questo torneo, che si è disputato dal 6 all'11 aprile 1970, in diversi luoghi dell'Inghilterra.
È stato l'unico evento stagionale della Tripla Corona.
Il campione in carica era John Spencer, il quale è stato eliminato in finale da Ray Reardon.
Il torneo è stato vinto da Ray Reardon, il quale ha battuto in finale John Pulman per 37-33. Il gallese si è aggiudicato così il suo primo Campionato mondiale, il suo secondo evento della Tripla Corona e il suo secondo titolo Non-Ranking in carriera.
Durante il corso del torneo è stato realizzato un century break, uno in meno della precedente edizione. Il break più alto è stato un 118, realizzato da Ray Reardon.

## Montepremi
- Vincitore: £1225

## Tabellone
|  | Quarti di finale Al meglio dei 61 frames | Quarti di finale Al meglio dei 61 frames | Quarti di finale Al meglio dei 61 frames |             |                        | Semifinali Al meglio dei 73 frames | Semifinali Al meglio dei 73 frames | Semifinali Al meglio dei 73 frames |  |  | Finale Al meglio dei 73 frames | Finale Al meglio dei 73 frames | Finale Al meglio dei 73 frames |
|  |                                          |                                          |                                          |             |                        |                                    |                                    |                                    |  |  |                                |                                |                                |
|  | Inghilterra (bandiera)                   | John Spencer                             | 31                                       |             |                        |                                    |                                    |                                    |  |  |                                |                                |                                |
|  | Irlanda del Nord (bandiera)              | Jackie Rea                               | 15                                       |             |                        |                                    |                                    |                                    |  |  |                                |                                |                                |
|  | Irlanda del Nord (bandiera)              | Jackie Rea                               | 15                                       |             | Inghilterra (bandiera) | John Spencer                       | 33                                 |                                    |  |  |                                |                                |                                |
|  |                                          |                                          |                                          |             | Inghilterra (bandiera) | John Spencer                       | 33                                 |                                    |  |  |                                |                                |                                |
|  |                                          | Galles (bandiera)                        | Ray Reardon                              | 37          |                        |                                    |                                    |                                    |  |  |                                |                                |                                |
|  | Galles (bandiera)                        | Galles (bandiera)                        | Ray Reardon                              | 37          | Ray Reardon            | 31                                 |                                    |                                    |  |  |                                |                                |                                |
|  | Galles (bandiera)                        |                                          |                                          |             | Ray Reardon            | 31                                 |                                    |                                    |  |  |                                |                                |                                |
|  | Inghilterra (bandiera)                   | Fred Davis                               | 26                                       |             |                        |                                    |                                    |                                    |  |  |                                |                                |                                |
|  |                                          |                                          |                                          |             |                        |                                    |                                    |                                    |  |  | Galles (bandiera)              | Ray Reardon                    | 37                             |
|  |                                          |                                          | Inghilterra (bandiera)                   | John Pulman | 33                     |                                    |                                    |                                    |  |  |                                |                                |                                |
|  | Galles (bandiera)                        | Gary Owen                                | 31                                       |             |                        |                                    |                                    |                                    |  |  |                                |                                |                                |
|  | Inghilterra (bandiera)                   | Rex Williams                             | 11                                       |             |                        |                                    |                                    |                                    |  |  |                                |                                |                                |
|  | Inghilterra (bandiera)                   | Rex Williams                             | 11                                       |             | Galles (bandiera)      | Gary Owen                          | 12                                 |                                    |  |  |                                |                                |                                |
|  |                                          |                                          |                                          |             | Galles (bandiera)      | Gary Owen                          | 12                                 |                                    |  |  |                                |                                |                                |
|  |                                          | Inghilterra (bandiera)                   | John Pulman                              | 37          |                        |                                    |                                    |                                    |  |  |                                |                                |                                |
|  | Inghilterra (bandiera)                   | Inghilterra (bandiera)                   | John Pulman                              | 37          | John Pulman            | 31                                 |                                    |                                    |  |  |                                |                                |                                |
|  | Inghilterra (bandiera)                   |                                          |                                          |             | John Pulman            | 31                                 |                                    |                                    |  |  |                                |                                |                                |
|  | Inghilterra (bandiera)                   | David Taylor                             | 20                                       |             |                        |                                    |                                    |                                    |  |  |                                |                                |                                |

## Century breaks
Durante il corso del torneo è stato realizzato un century break.
| N° | Giocatore   | Century breaks | Miglior break |
| -- | ----------- | -------------- | ------------- |
| 1  | Ray Reardon | 1              | 118           |